# 色薩利的艾克格拉底
艾克格拉底 (希臘語：Ἐχεκράτης) 是出身色薩利地區的希臘軍官，擁有相當豐富的軍事經驗，還來受雇於托勒密埃及。
在塞琉古帝國安條克三世發動第五次敘利亞戰爭後，他因為在希臘與馬其頓戰爭中累積豐富的軍事經驗被托勒密四世所雇用，並主導托勒密埃及的軍隊訓練與改革重整。根據波利比烏斯的記載，前219年拉菲亞戰役中他率領埃及軍右翼的希臘雇傭騎兵有良好的表現，成功擊敗了塞琉古軍的左翼的騎兵與戰象，挽回了戰局。
另外他可能與德爾菲皮媞亞綁架事件的艾克格拉底是同一人。西西里的狄奧多羅斯記載了一位色薩利的艾克格拉底，他看上了當時德爾菲神諭年輕貌美的皮媞亞，強行把她給綁走，導致之後的德爾菲神殿不再讓少女擔任皮媞亞，而是請老婦身著少女的服飾宣告神諭。

## 來源
1. ↑  波利比烏斯. v. 63, 65, 82, 85

- 威廉·史密斯，《希腊羅馬的神話和傳記辭典》